# Rhopalogaster micronyx
Rhopalogaster micronyx là một loài ruồi trong họ Asilidae. Rhopalogaster micronyx được Tomasovic miêu tả năm 2002. Loài này phân bố ở vùng Tân nhiệt đới.